# Heap, England
Heap var en civil parish från 1866 till 1894 då den blev en del av Heywood, Bury, Birtle cum Bamford och Unsworth, i grevskapet Lancashire (nu Greater Manchester), i England. Denna civil parish hade 17 208 invånare år 1891.